# Tuc de Salana
El Tuc de Salana és una muntanya de 2.485 metres d'altitud, de forma piramidal, que es troba al municipi de Naut Aran, a la comarca de la Vall d'Aran. Està situat al límit de la zona perifèrica del Parc Nacional d'Aigüestortes i Estany de Sant Maurici.
Aquest cim està inclòs al llistat dels 100 cims de la FEEC
El Tuc de Salana està ubicat a la carena que separa la vall del riu Aiguamòg de la vall del riu Rencules, tributari del riu de Valarties. La seva proximitat al refugi de Colomers i la seva accessibilitat l'han convertit en una destinació popular entre els senderistes.